# فلومری
فلومری (به ایتالیایی: Flumeri) یک کومونه در ایتالیا است که در استان آولینو واقع شده‌است.

## خصوصیات
فلومری ۳۴٫۲۴ کیلومترمربع مساحت و ۳٬۱۲۴ نفر جمعیت دارد و ۶۲۵ متر بالاتر از سطح دریا واقع شده‌است.